# 아칸정
아칸정(일본어: 熊石町)은 일본 홋카이도 동부 구시로 지청관내의 아칸군에 있던 정이다. 마리모로 유명한 아칸 호수가 있다. 
구시로시와의 합병후 원래의 아칸 정사무소는 아칸정 행정센터가 되었다. 

## 지리
구시로시에서 북서쪽으로 약 40km 떨어진 곳에 위치. 아칸호에서 남쪽으로 흐르는 아칸강 유역을 차지하며, 마을은 남북으로 길게 뻗어 있다. 아칸강을 따라 국도 240호가 종단하고 있다. 중심인 아칸 지구는 남쪽의 구시로시와 가까운 곳에 있으며, 이곳에 정사무소가 있다. 북부는 아칸마슈 국립공원에 속하며 아칸호, 아칸호온천이 있는 산악지대다. 사계절 내내 전국과 해외, 특히 아시아에서 많은 관광객이 찾아온다. 

## 역사
- 조몬 시대부터 번성했다. 장식, 옥돌, 석기 등도 발견되고 있다.
- 아이누권역이 형성되어 간다. 아이누 민족 최대의 코탄이 있다. 공예품도 있고, 전통 요리도 먹을 수 있다.
- 1887년 - 아칸군 도장 관청을 설치되었다.
- 1923년 4월 1일 - 시타카라촌, 소시촌, 아쿠베쓰촌, 데시베쓰촌이 합병, 2급정촌제 시행으로 시타카라촌이 성립하였다.
- 1937년 6월 15일 - 아칸촌으로 변경되었다.
- 1957년 2월 27일 - 정으로 승격해 아칸정이 되었다.

## 교통

### 공항
- 구시로 공항

### 도로
- 국도 240호선
- 국도 241호선
- 국도 274호선